# Кларк, Колин
Колин Грант Кларк (англ. Colin Grant Clark; 2 ноября 1905, Лондон — 4 сентября 1989) — британский экономист и статистик, работавший как в Великобритании, так и в Австралии, введший понятие валовой национальный продукт (ВНП) как основу для изучения национальных экономик.

## Биография
Учился в школе Dragon School в Оксфорде и в Уинчестер-колледже, а также в оксфордском Брейсноуз-колледже, получив в 1928 году диплом по специальности химия.
После получения диплома работал ассистентом с Уильямом Бевериджем в Лондонской школе экономики (1928-1929), а затем с сэром Александером Карр-Саундерс и Эллином Янгом в ливерпульском университете (1929-1930). В это время также участвовал — безуспешно — в парламентских выборах кандидатом лейбористской партии от Норт Дорсета (1929), а позднее от Ливерпуля (1930) и Уэйвертри в Северном Норфолке (1935). В 1930 году он был назначен ассистентом в Экономический консультативный совет, вновь созданный премьер-министром Рамсеем Макдональдом. Уволился вскоре после назначения после того как его попросили написать меморандум в оправдание протекционизма. Однако К. Кларк произвёл благоприятное впечатление на одного из членов совета (Джон Кейнс) и получил должность преподавателя статистики в Кембриджском университете.
Работая преподавателем в Кембридже с 1931 по 1938 год, К. Кларк написал три книги: «The National Income 1924-31» (1932), «The Economic Position of Great Britain» (вместе с Артуром Пигу) (1936) и «National Income and Outlay» (1937). Его первая книга была послана издателю Дэниэлу Макмиллану с рекомендацией Кейнса:
[…] Я думаю, Кларк немножко гений: практически единственный экономический статистик, из всех, кого я встречал, который кажется мне по-настоящему первоклассным.
Во время визита в Австралию и Новую Зеландию в 1937 году он согласился занять должность директора промышленного бюро Квинсленда, финансового советника казначейства Квинсленда и правительственного статистика Квинсленда. В отличие от большинства государственных служащих продолжил академическую работу, публикуя многочисленные статьи по экономике и готовя свою книгу «Conditions of Economic Progress», опубликованную в 1940 году.
В 1951 году был командирован в Продовольственную и сельскохозяйственную организацию ООН в Риме (1951) и затем в Чикагский университет (1952), прежде чем принял пост директора института сельскохозяйственной экономики при Оксфордском университете (1952-1969). Вернулся в Австралию в 1969 году директором института экономического прогресса при университете Монаша (1969-1978), затем стал консультантом по исследованиям на факультете экономики в университете Квинсленда, где работал до своей смерти в 1989 году.
Ричард Стоун в своей нобелевской речи отдал должное влиянию Кларка на свою работу:
«[…] восстановление синтетического видения в политической экономике пришло в 1930-х годах с изданной в 1937 году работой Колина Кларка, „National Income and Outlay“, в которой были сведены воедино теории дохода, расхода, издержек потребителя, государственных доходов и расходов, формирования капитала, накопления, внешней торговли и платёжного баланса. Хотя он не сформулировал свои положения в рамках единой экономической модели, ясно, что они были очень к ней близки. Кларк был моим учителем в Кембридже и его работа была для меня главным источником вдохновения.»
В 1984 году Кларк был назван Всемирным банком одним из пионеров экономики развития , вместе с сэром Артуром Льюисом, Гуннаром Мюрдаль, Уолтом Ростоу и Яном Тинбергеном.

## Вклад в науку

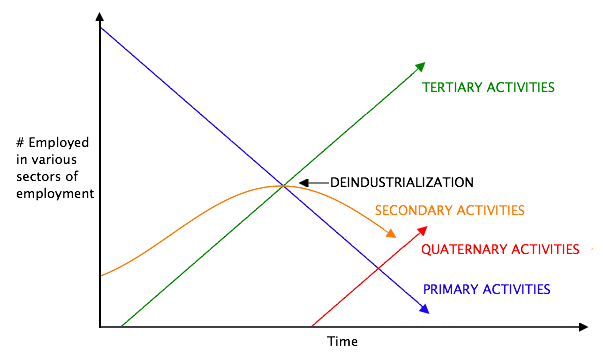
Трёхсекторная модель экономики Кларка — Фишера

Колин Кларк, по данным БСЭ, известен как автор технологического варианта теории экономического роста, при котором при соответствующей экономической политике государства (регулирование деятельности монополий и национализация ряда отраслей) достигается смягчение циклических колебаний в экономике.
Колин Кларк вместе с Аланом Фишером предложили использовать трёхсекторную модель экономики (модель Фишера—Кларка), в которой по мере роста душевого дохода спрос на продукцию сельского хозяйства постепенно снижается; на промышленные товары сначала увеличивается, а затем по достижении известного уровня насыщения рынка сокращается; на услуги постоянно растёт.
Кларк, исследовав плотность проживания населения в городах, в 1951 году выявил закономерность (формулу Кларка) — внутригородская плотность населения за пределами ядра уменьшается экспоненциально с увеличением расстояния от центра города:
{\displaystyle D=ae^{-br}=a*exp(-br)},
где D — плотность, r — расстояние от центра города, a — плотность в центральных квартал города, b — заданный коэффициент
.
Данная формула плотности городского населения подтверждена в последующих исследованиях Мута, Барра, Миллза, Миллза и Оты, Бюссьера и других. В исследовании Мута по данным о 46 крупных городах США за 1950 год среднее значение коэффициента b равнялось 0,40, и падало с ростом размера города, но плотность в центре города существенно не зависит от размера города.
Дерик в 1979 году выявил, что логарифмическое преобразование данной формулы более статически значимей. Закон Кларка для анализа плотностей можно использовать более широко, так, Дж. Симмонс показал, что аналогично ведут себя показатели интенсивности использования территории — количество занятых на единицу застроенной площади и другие, а П. Кемпер и Р. Шменнер исследовали изменение плотности (по предприятиям промышленных отраслей) по мере удаления от центра для пяти крупных американских городов в период с 1967 по 1971 годы (Нью-Йорк, Миннеаполис, Кливленд, Цинцинати и Канзас-Сити), и выявили, что коэффициент b принимает более высокие значения в диапазоне (0,6 — 1,0).

## Награды
- Член-корреспондент Британской академии (1978).
- Член Эконометрического общества .
- Почетный доклад К. Кларка на австроазиатской конференции Эконометрического общества .
- 1987 — премия Австралийского экономического общества[12].

## Память
- Учебный корпус в университете Квинсленда носит имя Колина Кларка  Архивная копия от 25 декабря 2008 на Wayback Machine.
- Комната Колина Кларка в казначействе Квинсленда.
- Проводятся лекции памяти Колина Кларка .

### Статьи
- «A System of Equations Explaining the United States Trade Cycle, 1921 to 1941,» Econometrica, Vol. 17, No. 2 (Apr., 1949), pp. 93–124.
- "The Economic Functions of a City in Relation to Its Size, " Econometrica, Vol. 13, No. 2 (Apr., 1945), pp. 97–113.
- "Economic Development in Communist China, " The Journal of Political Economy, Vol. 84, No. 2 (Apr., 1976), pp. 239–264.
- "Theory of Economic Growth, " Econometrica, Vol. 17, Supplement: Report of the Washington Meeting (Jul., 1949), pp. 112–116.
- "The Measurement of National Wealth: Discussion, " (with Milton Gilbert; J. R. N. Stone; Francois Perroux; D. K. Lieu; Evelpides; Francois Divisia; Tinbergen; Kuznets; Smithies; Shirras; MacGregor), Econometrica, Vol. 17, Supplement: Report of the Washington Meeting. (Jul., 1949), pp. 255–272.
- "A Critique of Russian Statistics by Colin Clark, " Economica, May 1941, NS 8, p. 212.
- "Russian Income and Production Statistics, " The Review of Economics and Statistics, Vol. 29, No. 4 (Nov., 1947), pp. 215–217.
- "Afterthoughts on Paley, " The Review of Economics and Statistics, Vol. 36, No. 3 (Aug., 1954), pp. 267–273.
- "«Mr. Colin Clark on the Limits of Taxation»: A Rejoinder, " The Review of Economics and Statistics, Vol. 36, No. 1 (Feb., 1954), p. 101.
- "The New Board of Trade Indexes, " The Economic Journal, Vol. 45, No. 178 (Jun., 1935), pp. 370–375.
- "Determination of the Multiplier from National Income Statistics, " The Economic Journal, Vol. 48, No. 191 (Sep., 1938), pp. 435–448.
- "Public Finance and Changes in the Value of Money, " The Economic Journal, Vol. 55, No. 220 (Dec., 1945), pp. 371–389.
- "Further Data on the National Income, " The Economic Journal, Vol. 44, No. 175 (Sep., 1934), pp. 380–397.
- "The Value of the Pound, " The Economic Journal, Vol. 59, No. 234 (Jun., 1949), pp. 198–207.
- "National Income at Its Climax, " The Economic Journal, Vol. 47, No. 186 (Jun., 1937), pp. 308–320.
- "World Supply and Requirements of Farm Products, " Journal of the Royal Statistical Society[англ.], Series A (General), Vol. 117, No. 3 (1954), pp. 263–296
- "Future Sources of Food Supply: Economic Problems, " Journal of the Royal Statistical Society, Series A (General), Vol. 125, No. 3 (1962), pp. 418–448
- "Urban Population Densities, " Journal of the Royal Statistical Society, Series A (General), Vol. 114, No. 4 (1951), pp. 490–496
- "The National Income and The Net Output of Industry, " Journal of the Royal Statistical Society, Vol. 96, No. 4 (1933), pp. 651–659

### Книги
- The National Income, 1924-31, 1932.
- The Economic Position of Great Britain, c Артуром Пигу, 1936.
- National Income and Outlay, 1937.
- A Critique of Russian Statistics, 1939.
- Conditions of Economic Progress, 1940.
- The Economics of 1960, 1942.
- Statistical Society
- Growthmanship, 1961.
- Economics of Subsistence Agriculture, with M.R. Haswell, 1964.
- Population Growth and Land Use, 1967.
- Starvation or Plenty?, 1970.
- Poverty Before Politics, 1977.
- The Economics of Irrigation with Ian D. Carruthers, 1981.
- Regional and Urban Location, 1982.